# Đạo Sinh

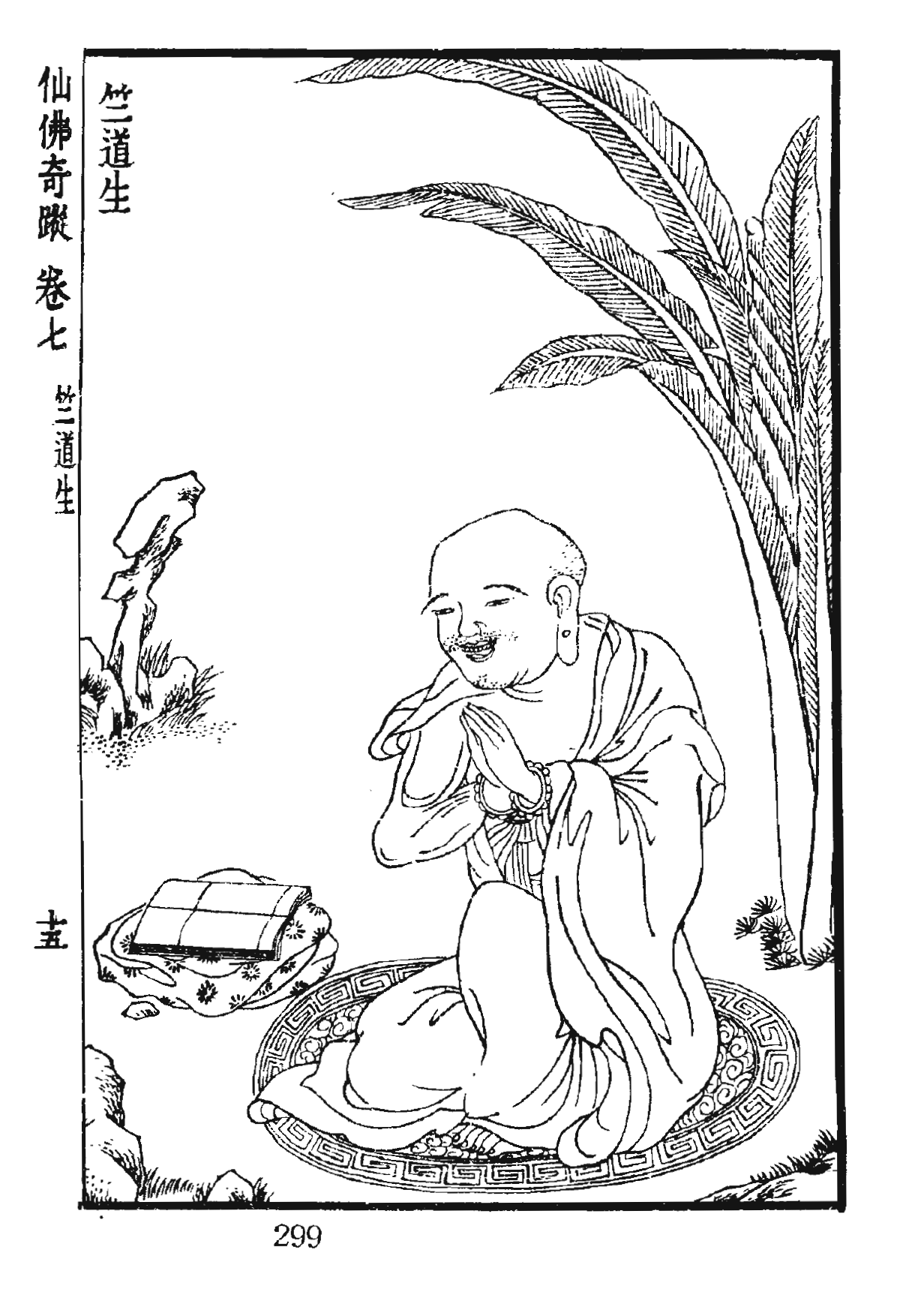
Đạo Sinh

Đạo Sinh (zh. dàoshēng 道生), 355-434, là một Cao tăng và là người thành lập Niết-bàn tông của Phật giáo Trung Quốc. Sư là người cùng Cưu-ma-la-thập dịch kinh Diệu pháp liên hoa (sa. saddharmapuṇḍarīka-sūtra) và Duy-ma-cật sở thuyết (sa. vimalakīrtinirdeśa-sūtra).
Đạo Sinh có nhiều quan điểm cách mạng so với thời bấy giờ, góp công rất lớn thúc đẩy sự phát triển của nền Phật giáo Trung Quốc. Sư quan niệm rằng, bất cứ ai cũng có Phật tính, bất cứ ai cũng có thể thành Phật tức khắc. Sư có công tổng hợp hai bộ kinh Đại bát-niết-bàn và Bát-nhã ba-la-mật-đa. Ngày nay các tác phẩm của Sư đã thất lạc, người ta chỉ tìm thấy quan điểm của Sư rải rác trong các bộ luận.
Đạo Sinh là người có biệt tài, lúc gia nhập Tăng-già Sư đã là một người tinh thông đạo pháp. Từ năm 397 đến 401 Sư tu học tại Lư Sơn, một trung tâm Phật giáo quan trọng thời đó. Năm 405 Sư về Trường An, cùng với Cưu-ma-la-thập soạn kinh sách. Vì những quan điểm mới, Sư bị loại ra khỏi Tăng-già. Đó là những quan điểm phù hợp với Đại bát-niết-bàn kinh (sa. mahāparinirvāṇa-sūtra) – nhưng kinh này lúc đó chưa được dịch ra Hán văn. Sau khi kinh này dịch xong, thuyết của Sư được phục hồi.
Sư cho rằng, ngay cả Nhất-xiển-đề cũng có Phật tính và có thể đạt Phật quả, đó là quan điểm Đại thừa, tất cả mọi chúng sinh, không chừa ai, đều có Phật tính, chỉ vì bị vô minh che phủ. Đạt giác ngộ chính là trực nhận được Phật tính đó và tất nhiên – hành giả phải qua nhiều bước đường chuẩn bị. Sư quan niệm rằng giác ngộ là giác ngộ tức khắc (đốn ngộ), là tình trạng hợp nhất với Chân như. Vì vậy giác ngộ không thể là một quá trình từ từ. Khi giác ngộ thì Luân hồi hay Niết-bàn không khác và Chân như của chư Phật không khác với thế giới hiện hữu. Đối với Đạo Sinh thì Phật tính trong Đại bát-niết-bàn kinh và tính Không trong kinh Bát-nhã-ba-la-mật-đa chỉ là một: cả hai đều vô tướng, vô tính. Phật tính và tính Không chính là Niết-bàn, là trạng thái không còn phân biệt giữa chủ thể và khách thể. Đối với Sư, không có một Tịnh độ ngoài thế giới này vì chư Phật không hề rời chúng ta, luôn luôn ở trong ta.
Cuối đời, Sư lại sống trên núi Lư Sơn. Một ngày trong năm 434 Sư giảng pháp. Khi sắp rời toà giảng, Sư giơ gậy trúc lên cao, ngồi mà nhập Niết-bàn.